# سفارة السويد في أستراليا
سفارة السويد في أستراليا هي أرفع تمثيل دبلوماسي لدولة السويد لدى أستراليا. تقع السفارة في كانبرا وهي تهدف لتعزيز المصالح السويدية في أستراليا.

## وصلات خارجية
- قائمة سفارات السويد
- قائمة السفارات في أستراليا